# HD 164922 d
HD 164922 d è un pianeta extrasolare in orbita attorno alla stella HD 164922, a circa 72 anni luce dalla Terra. Per le sue caratteristiche fisiche, è stato indicato dai suoi scopritori come appartenente alla categoria delle super Terre.

## Scoperta
Lo spettrografo ad alta risoluzione HARPS-N montato sul telescopio nazionale Galileo ha raccolto in quasi sei anni di osservazioni nel corso del progetto GAPS (Global Architecture of Planetary Systems) oltre 300 spettri della stella HD 164922 con l'obbiettivo di indagare sulla presenza di un ulteriore pianeta. La particolarità di questa stella come centro della ricerca è dovuta a degli interessanti segnali rilevati in quasi 700 punti di velocità radiale su studio da parte di HARPS-N e di altri strumenti. Nel maggio 2020 è stata quindi annunciata la presenza di HD 164922 d. Le informazioni raccolte con questa scoperta dimostrano la stabilità delle orbite dei tre pianeti nel corso del tempo, rivelando la possibilità di pianeti nella zona abitabile, e hanno permesso di comprendere meglio la storia evolutiva del sistema planetario. È molto probabile, infatti, che sia stato modellato da un processo di migrazione attraverso il disco protoplanetario, arrestatosi dopo la sua dissipazione.

## Caratteristiche
HD 164922 d è una super Terra con una massa di circa 0,013 MJ, pari a 4,13 M⊕. Orbita attorno alla propria stella (una nana gialla) a una distanza di 0,1 UA, su un'orbita piuttosto eccentrica che nel sistema solare sarebbe pari quasi a un quarto di quella di Mercurio. Il suo periodo orbitale è di circa 12,46 giorni.